# メトロエンジン
メトロエンジン株式会社（英: Metro Engines Inc.）は、東京都港区に本社を置く日本の企業。
人工知能や機械学習の技術を利用したダイナミックプライシング事業と宿泊事業者向けに特化したWebサービスの提供を行なっている。

## 主なサービス
- メトロエンジン（レベニューマネジメントツール）
- メトロブッキング（メタサーチ特化型自社予約エンジン）
- ME Car Rentals（レンタカー企業特化型ダイナミックプライシングサービス）
- メトロコンダクター（レンタカー企業特化型ダイナミックプライシングサービス）
- リサーチプラン/ベーシックプラン（市場調査ツール）
- イベントプラン（イベントデータ特化型ツール）
- HotelBank（ホテル特化型メディア）
- マンスリーホテル（長期滞在ができるホテルの専門予約サイト）
- マンスリーエンジン（マンスリーマンション管理ツール）

## 沿革
- 2016年
  - 10月 ジェイピーモバイル株式会社より民泊の関連事業を分離される。民泊事業者向け各種サービス提供会社として発足。
  - 12月 BEENOS株式会社及び事業会社を引受先とする資金調達を行う。
- 2017年
  - 1月 国内初となる総合チャットプラットフォーム「メトロチャット」をリリース。
  - 2月
    - 民泊の客室単価を自動設定できる「メトロプライシング for 民泊」をリリース。
    - 民泊データやホテルの分析が容易にできる「メトロデータ」をリリース。

  - 3月 SLUSH TOKYO 2017にてIBM社ブース内に共同出展。
  - 4月 人工知能・機械学習を活用した客室単価設定ツール「メトロエンジン」をリリース。
  - 5月
    - 日本IBM社主催のIBM BLUEHUBにて「最優秀賞」「Tech Crunch賞」を受賞。
    - バケーションレンタルEXPOを主催。

  - 11月
    - ホテルデータに特化したWebメディア「HotelBank」の運営開始。
    - 「民泊ダッシュボード」を全面リニューアル。
- 2018年
  - 1月 本社オフィスを移転。
  - 3月
    - 株式会社KEY STATIONと本人確認及び鍵の受け渡しを同時に行う「メトロチェックインシステム」を共同開発。
    - 荷物一時預かりサービス「ecbo cloak」と「民泊ダッシュボード」業務提携開始。

  - 5月 バケーションレンタルEXPO2018を主催。
  - 6月 Airbnb Partnersに参画しシステム開発の提供を開始。
  - 8月
    - クラウド型マンスリーマンション管理ツール「マンスリーエンジン」をリリース。
    - 総額7億円の資金調達を実施。

  - 11月 JR東日本スタートアップ株式会社によるJR EAST STARTUP PROGRAM 2018にて「アクセラレーションコース最優秀賞」を受賞
- 2019年
  - 2月 みずほ銀行が主催する「Mizuho Innovation Award 2018・4Q」にて最優秀賞を受賞。
  - 5月 7社から総額3億円の資金調達を実施。
- 2020年
  - 6月 SO付転換社債発行等により総額5億円の資金調達を実施
  - 11月
    - BEENOS社と協業し、宿泊施設の長期滞在者向け予約サイト「Monthly Hotel」をリリース
    - Google上で宿泊予約が可能な「BookOnGoogle」のサービス開始

## メディア掲載
- 2020年
  - 1月13日日本経済新聞：メトロエンジンが掲載
  - 2月11日日本経済新聞：COOのインタビューが掲載
  - 3月16日各種メディア：小規模宿泊施設向け新型コロナウイルス対策応援プランが掲載
  - 6月18日東洋経済オンライン：掲載
  - 7月2日フジテレビ：ホテルバンクが紹介
  - 10月8日テレビ東京：紹介
- 2021年
  - 2月3日フジテレビ：マンスリーホテルが紹介
  - 3月9日テレビ朝日：マンスリーホテルが紹介